# Френк Талліс
Френк Талліс (англ. Frank Tallis; народився 1 вересня 1958 р.) — англійський письменник і клінічний психолог, який спеціалізується на обсесивно-компульсивному розладі (ОКР). Він написав кримінальні романи, у тому числі збірку романів, відому як «Документи Лібермана», за яку він отримав кілька нагород, є есеїстом і — під ім'ям Ф. Р. Талліс (англ. F.R. Tallis) він пише фантастику жахів. Роман «Ліберманн» був адаптований Стівеном Томпсоном у серіалі BBC «Віденська кров», який вперше вийшов в ефір у 2019 році.

## Раннє життя
Френк Талліс народився у Франческо де Нато Наполітано у Сток-Ньюінгтоні на північному сході Лондона та виріс у Тоттенемі, районі, який характеризується етнічною різноманітністю та соціальною напругою, де він відвідував одну з колишніх середніх сучасних шкіл, і описує своє походження як «100% південний італієць». Після закінчення школи спочатку він жив нестабільним життям, викладаючи фортепіано та грав у рок-групі. Потім він одружився і деякий час жив у селі з дружиною та дитиною.

## Психолог
Після розлучення з дружиною він отримав ступінь доктора психології та тривалий час працював у Британській національній службі охорони здоров'я, викладав клінічну психологію та нейронауку в Королівському коледжі Лондона та лікував приватних пацієнтів. З кінця 2000-х Талліс є постійним письменником і живе в Лондоні.

## Доробок

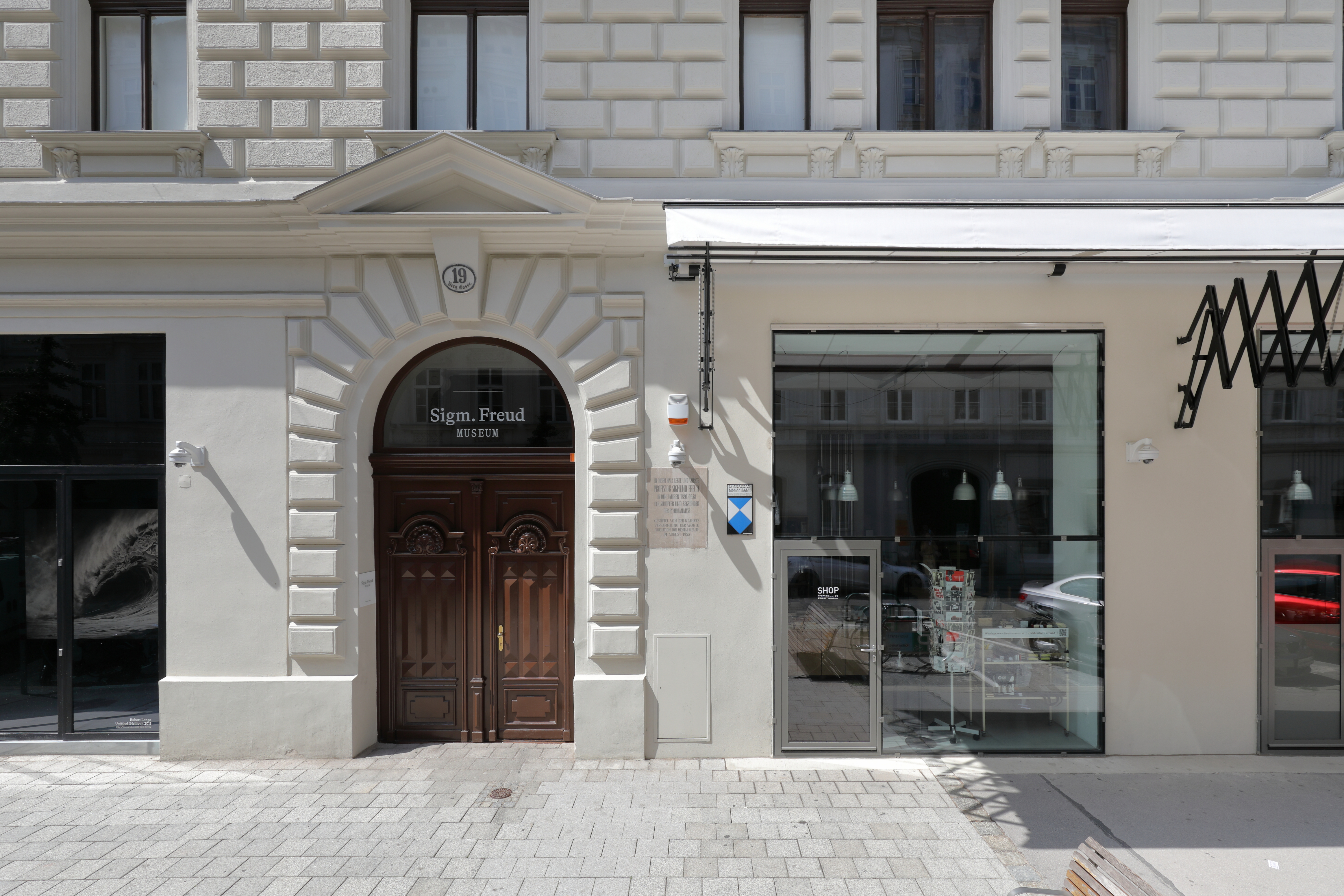
Вхід до колишнього будинку та робочого місця Зигмунда Фрейда за адресою Berggasse 19 у Відні, одне з місць дії романів Талліса, яке зараз використовується як музей Зигмунда Фрейда.

Талліс опублікував понад 30 статей у психологічних та психіатричних журналах. Він написав чотири науково-популярні книги з психології, спираючись на анонімні тематичні дослідження зі своєї терапевтичної практики, включаючи «Невиліковний романтик та інші тривожні одкровення», в яких він розглядає феномен нав'язливого кохання. З 2005 року Талліс пише кримінальні романи, опубліковані під рубрикою «Документи Лібермана», дія яких відбувається у Відні на початку ХХ століття. Двоє головних героїв — інспектор віденської поліції Оскар Рейнхардт і його друг і порадник, психіатр Макс Ліберманн, учень Зигмунда Фрейда і постійний гість у квартирі Фрейда на Берггассе, 19, нині музей Зигмунда Фрейда у Відні.

### Нон-фікшн
- 1990: Як перестати хвилюватися, Sheldon (Лондон), ISBN 978-1847090898
- 1992: Розуміння нав'язливих ідей і компульсій: посібник із самодопомоги, Sheldon (Лондон), ISBN 978-0859696524
- 1994: Тривога: Погляди на теорію, оцінку та лікування (співредактор із Гремом С. Дейві), Wiley (Нью-Йорк), ISBN 978-0471968030
- 1994: Боротьба з шизофренією (співавтор зі Стівеном Джонсом), Sheldon (Лондон), ISBN 978-0859696791
- 1995: Обсесивно-компульсивний розлад: когнітивна та нейропсихологічна перспектива, Wiley (Нью-Йорк), ISBN 978-0471957720
- 1998: Змінюючи свідомість: Історія психотерапії як відповідь на людські страждання, Cassell (Нью-Йорк), ISBN 978-0304703630
- 2002: Приховані уми: Історія несвідомого, Arcade Publishing (Нью-Йорк), ISBN 978-1611455052
- 2005: Хворі на кохання: кохання як психічна хвороба, Da Capo Books, ISBN 978-1560256472
- 2015: Короткий посібник Шелдона про тривогу та занепокоєння, SPCK, ISBN 978-1847093646
- 2019: Невиліковний романтик та інші тривожні одкровення, Abacus, ISBN 978-0349142951
- 2020: Життєвий акт: Чого можуть навчити нас великі психологи про пошук задоволення, Basic Books, ISBN 978-1541673038

### Кримінальна література

#### Таємниці Макса Лібермана
- 2005: Смертельна небезпека: (Документи Лібермана 1), Arrow Books, ISBN 978-0099471288; Американська назва: Смерть у Відні, Random House, ISBN 978-0812977639
- 2006: Віденська кров: (Документи Лібермана 2), Arrow Books, ISBN 978-0099471325
- 2008: Фатальна брехня: (Документи Лібермана 3), Century, ISBN 978-0812977776
- 2009: Темрява піднімається: (Документи Лібермана 4), Century, ISBN 978-0099519744; Американська назва: Віденські таємниці, Random House,ISBN 978-0812980998
- 2010: Смертельне причастя: (Документи Лібермана 5), Arrow Books, ISBN 978-0099519720; Американська назва: Віденські сутінки, Random House, ISBN 978-0812981001
- 2011: Смерть і діва: (Документи Лібермана 6), Arrow Books, ISBN 978-1846053573
- 2018: Мефістофельський вальс, Pegasus Books,ISBN 978-1643130507

### Фантастика жахів

#### Під псевдо FR Tallis
- 2014: Голоси, Pan, ISBN 978-1447236023
- 2016: Заборонений, Pan, ISBN 978-1447204985
- 2017: Спальня, Pegasus Books, ISBN 978-1447204992
- 2017: Пасажир, Pegasus Books, ISBN 978-1681773315

## Нагороди та номінації
- 1999: Премія письменників (англ. Writers' Award), Художня рада Великої Британії, 1999
- 2000: премія Нові лондонські письменники (англ. New London Writers), Лондонська рада мистецтв, за книгу Killing Time .
- 2005: роман «Смертельна небезпека» номінований на нагороду Елліса Пітерса «Історичний кинджал».[8]
- 2007: роман «Смертельна небезпека» номіновано на французьку премію Набережна Полярної (фр. Quais du Polar)